# Games Workshop
Games Workshop är ett brittiskt spelföretag som idag är mest känt för figurspel som Warhammer: Age of Sigmar, Warhammer 40,000 och Middle Earth: Strategy Battle Game. Games Workshop ger även ut böcker, brädspel och datorspel.
Företagets stora produktlinje och främsta inkomstkälla är de figurer och modeller som hör till spelen och som spelarna själva bygger ihop, målar och spelar med. Warhammer är det universum som de långlivade spelserierna med samma namn utspelar sig i. Kring detta universum har en rad sidoprodukter producerats.

## Historia
Games Workshop bildades 1975 av Jon Peake, Ian Livingstone och Steve Jackson. Till en början producerade företaget bräden till klassiska spel som Backgammon och Go. Senare lades fokus på att importera och ge ut rollspel som Dungeons & Dragons, Call of Cthulhu och Runequest. Produkterna marknadsfördes bland annat på spelkonvent.
1977 utgavs det första numret av Games Workshops egen tidskrift, White Dwarf, som fortfarande ges ut varje månad. White Dwarf samlar nyheter, spelrapporter, regler, extramaterial och mycket annat som har med företagets spel att göra.
1979 lades grunden till det som skulle bli Citadel Miniatures, ett systerföretag som fortfarande producerar och distribuerar de figurer, modeller, penslar, färger och annat som krävs för att spela spelen och utöva figurspelshobbyn.
Under 1980-talet växte de universum fram som skulle bli Warhammer, Games Workshops eget IP. Figurspelen Warhammer Fantasy Battles, Warhammer 40,000 och spel i "Epicskala" (en variant av Warhammer 40 000 med modeller i 6 mm-skala, exempelvis Adeptus Titanicus) gavs ut och utvecklades tillsammans med figurerna från Citadel Miniatures.
1991, efter att flera ägare sålt sina andelar i företaget, ändrade Games Workshop åter inriktning och fokuserade mer på en kommersialisering av de egna figurspelen Warhammer Fantasy Battles och Warhammer 40,000 med inriktning på en yngre målgrupp. Även mer familjeinriktade brädspel som Hero Quest och Warhammer Quest som använder figurer från figurspelen är härstammar från denna period. Företaget blev nu tongivande inom sin bransch och flera spelföretag har sina rötter bland anställda vid Games Workshop. Idag utgör de två stora figurspelserierna grunden för Games Workshops verksamhet och Warhammer är för många synonymt med begreppet figurspel. 
Under 90-talet expanderade företaget stort och öppnade många butiker runtom i Nordamerika och framför allt Europa. Butikerna utgjorde navet i figurspelshobbyn som kretsade kring företagets produkter, där personalen hjälpte till med hobby, spel och arrangemang där besökarna fick möjligheten att spela på professionellt tillverkade spelbräden.
2001 erhöll Games Workshop rättigheterna att ge ut figurspel med temat Sagan om Ringen (Lord of the Rings) i samband med lanseringen av filmerna med samma namn. Spelet Middle Earth Strategy Battle Game är fortfarande i produktion och flera andra kringprodukter och spel har getts ut.
I Augusti 2021 lanserade Games Workshop en prenumerationstjänst, Warhammer+, som omfattar streaming av animerade TV-serier, målningstips, spelrapporter samt digital tillgång till bland annat tidningar, böcker och podcasts.
Games Workshop är noterat på Londonbörsen.

## Huvudprodukter
- Warhammer: Age of Sigmar
- Warhammer 40,000
- Middle Earth Strategy Battle Game

## Andra spel

### I produktion
- Adeptus Titanicus  (nyversion av originalet från 1988)
- Aeronautica Imperialis (uppdaterad version av Forge Worlds äldre spel med fokus på luftstrider)
- Blood Bowl (fantasybrädspel baserat på amerikansk fotboll, ny version av originalet från 1986)
- Necromunda (figurspel med fokus på mindre gängstrider i samma universum som Warhammer 40,000)
- Warcry (figurspel med fokus på mindre strider i samma universum som Warhammer: Age of Sigmar)
- Warhammer 40,000: Kill Team (En version av Warhammer 40,000 med andra regler och fokus på mindre strider)
- Warhammer: Underworlds (En kombination av bräd- och kortspel i samma universum som Warhammer: Age of Sigmar)

### Ej i produktion

#### I Warhammer Fantasy Battles universum (The old world)
- Advanced Hero Quest (brädspel med inslag av rollspel)
- Kerrunch (En förenklad version av Blood Bowl)
- Man O' War (Figurspel med fokus på sjöstrider)
- Mighty Warriors
- Dragon Masters
- Warhammer Fantasy Battles (figurspel som ersattes av Warhammer: Age of Sigmar 2015)
- Warhammer Quest (Brädspel/rollspel)

#### I Warhammer: Age of Sigmars universum
- Warhammer Quest: Silver Tower
- Warhammer Quest: Shadows over Hammerhal
- Warhammer Quest: Cursed City

#### I Warhammer 40,000:s universum
- Adeptus Titanicus, Codex Titanicus (figurspel i Epic-skala)
- Advanced Space Crusade (brädspel)
- Assassinorum: Execution Force (brädspel)
- Bommerz over da Sulphur River (brädspel med figurer i Epic-skala)
- Warhammer Quest: Blackstone Fortress (brädspel)
- Epic 40,000 (figurspel i Epic-skala)
- Gorkamorka (figurspel med fokus på strider mellan Orks)
- Lost Patrol
- Shadow War: Armageddon (figurspel)
- Space Fleet (figurspel med fokus på rymdstrid, förlaga till Battlefleet Gothic)
- Space Hulk (brädspel i fyra utgåvor med ett flertal expansioner)
- Space Marine (figurspel i Epic-skala)
- Titan Legions (figurspel i Epic-skala, uppdaterad version av Adeptus Titanicus)
- Tyranid Attack (brädspel)
- Ultra Marines (brädspel)

#### Under varumärket "Specialist Games"
Specialist Games målgrupp var de lite mer erfarna och/eller nischade spelarna.
- Dreadfleet (figurspel med fokus på sjöstrider, likt det äldre Man O' War)
- Mighty Empires (expansion till Warhammer Fantasy Battles, kampanjmaterial)
- Mordheim (figurspel med fokus på mindre strider i stadsmiljö)
- Warmaster (figurspel i mindre skala, 10 mm)
- Battlefleet Gothic (figurspel med fokus på rymdstrid)
- Epic (figurspel i Epic-skala, numera känt som Epic Armageddon)
- Inquisitor (figurspel med rollspelsinslag i större skala, 54 mm)
- Great Battles of Middle Earth: The Battle of Five Armies (Figurspel i 10 mm-skala baserat på ett slag från Bilbo - en Hobbits Äventyr)
- Lord of the Rings: Strategy Battle Game (figurspel)

#### Under varumärketForge World
- Aeronautica Imperialis (figurspel i Epic-skala med fokus på luftstrid)

#### I samarbete medMilton Bradley Company
- Battle Masters (figurspel)
- HeroQuest (brädspel)
- Space Crusade (brädspel)

## Black Library
Black Library är en del av Games Workshop som verkar som ett bokförlag som specialiserat sig på böcker som utspelar sig i det fiktiva Universum Warhammer Fantasy.
De flesta av historierna är skrivna som "Fan Fiction" och handlar om spelbara karaktärer i spelen (Bl.a Miniatyrspelen, Rollspelen och Bordsspelen).
Kända titlar är till exempel novellserierna Gaunt's Ghosts och Eisenhorn av Dan Abnett samt Gotrek och Felis serien av William King och Nathan Long.